# BET阻害剤
BET阻害剤（BETそがいざい、英: BET inhibitor）は、BET（bromodomain and extraterminal）タンパク質BRD2、BRD3、BRD4、BRDTに可逆的に結合し、BETタンパク質とアセチル化されたヒストンや転写因子との相互作用を阻害する薬剤である。

## 発見と開発
チエノジアゼピン系BET阻害剤は吉富製薬（現・田辺三菱製薬）の研究者らによって1990年代初頭に発見され、抗炎症薬・抗がん薬としての可能性が記載された。しかしながらこうした分子は、2010年にNUTがん（旧:NUT正中線癌）に対するJQ1の使用、そして敗血症に対するI-BET 762の使用が発表されるまで広く知られることはなかった。これ以降、BETタンパク質のブロモドメインを標的とする多数の分子が記載されている。
BETタンパク質の1つ目と2つ目のブロモドメイン（BD1とBD2）を区別することができるBET阻害剤も記載されている。しかしながら、BETファミリーのメンバー（BRD2、BRD3、BRD4、BRDT）を確実に区別することができるBET阻害剤はまだ記載されていない。研究目的では、特定のBETタンパク質に変異を導入してJQ1/I-BET 762誘導体に対する感受性を高めることで、個々のBETタンパク質への標的化が行われている。

## 作用機序
がん領域におけるBET阻害剤に対する関心は、希少がんであるNUT正中線がんにおいて、BET遺伝子BRD3やBRD4が関与する染色体転座がその病因となっていることが観察されたことに始まる。その後の研究により、一部の急性骨髄性白血病、多発性骨髄腫や急性リンパ性白血病がBRD4に依存しており、こうしたがんはBET阻害剤に対して感受性を示すことが発見された。こうした症例の多くでは、成長促進転写因子Mycの発現がBET阻害剤によって遮断される。また、BRD2とBRD3は機能的に冗長であり、各タンパク質を個別に欠乏させた研究から得られている評価以上に、治療標的として重要である可能性がある。近年の研究では、BET阻害剤は他の標的治療薬に対する抵抗性の克服に重要となる場合があることも示されており、T細胞急性リンパ性白血病におけるγ-セクレターゼ阻害剤との併用やBRAF V600E変異型メラノーマに対するBRAF阻害薬（ベムラフェニブ）との併用が試みられている。

## 特異的BET阻害剤
BET阻害剤は公的研究機関だけでなく、グラクソスミスクライン、OncoEthix（2014年にMerck & Co.により買収）、Constellation Pharmaceuticals、Resverlogix Corp.、Zenith Epigeneticsといった製薬企業による開発が行われている。
特筆すべきBET阻害剤には次のようなものがある。

### BD1とBD2の双方を標的とするもの
- I-BET 151 (GSK1210151A)[21]
- I-BET 762 (GSK525762)[22]
- OTX-015[23]
- TEN-010[24]
- CPI-203[25]
- CPI-0610（英語版）[26]

### BD1を選択的に標的とするもの
- olinone - オリゴデンドロサイト前駆細胞（英語版）の分化に影響を与える[27]:4.1[28]

### BD2を選択的に標的とするもの2
- RVX-208[29]

- ABBV-744[30]

### キナーゼとBDの双方を標的とするもの
- LY294002（英語版） (一部のPI3KとBRD2、BRD3、BRD4を標的化)[31][32]

### BD1とBD2を同時に標的とするもの（Bivalent BET阻害剤）
- AZD5153[33][34][35]
- MT-1[36]
- MS645[37]